# Buddha (album)
A Buddha egy Blink-182_album 1998-ból. Eredetileg demófelvételként készült 1993-ban, akkoriban csak kazettán adták ki. Az album több dala is (Carousel, Fentoozler, Strings, Sometimes, TV, Toast and Bananas, Romeo and Rebecca) felkerült az együttes debütáló lemezére, a Cheshire Cat-re.
Az album dalai:
1. Carousel
2. TV
3. Strings
4. Fentoozler
5. Time
6. Romeo and Rebecca
7. 21 Days
8. Sometimes
9. Point of View
10. My Pet Sally
11. Reebok Commercial
12. Toast and Bananas
13. Girl Next Door
14. Don't